# ミキ・ムステル
ミキ・ムステル（Miki Muster、1925年11月22日 - 2018年5月7日）は、スロベニアのアニメーター、イラストレーター、漫画家、彫刻家、ジャーナリスト、映画監督。
一番有名な漫画のキャラクターはズヴィトレペツ、トルドーニャ、ラコトニクで、43のエピソードに登場した。彼の作品は定期的に発行された。

## 生い立ち
ミキは3人兄弟の次男で、ムルスカ・ソボタに生まれた。ミキが2歳の時、家族はクルメリヤへ引っ越した。そこで弟が生まれた。その後にリュブリャナへ引っ越し、そこで小中学校に通った。当時、ハンガリーの統治下であるムルスカ・ソボタで母親が働いていたため、第二次世界大戦のときにミキはムルスカ・ソボタの高校に行った。
第二次世界大戦後、ムステルはウォルト・ディズニーのスタジオに就職したかったが、鉄のカーテンのためアメリカへ行けなかった。
当時、ユーゴスラビアはヨシフ・スターリンの影響力が及んだため、アメリカのキャラクターが禁止されていた。ムステルが40歳の時に、彼の初めてのアニメ映画が放映された。
1973年にムステルは西ドイツへ移住し、ミュンヘンにあるバヴァリア・フィルム社に入った。1991年にスロベニアがユーゴスラビアから独立した後、ムステルは『マグ』という雑誌でカリカチュアを描いた。

## 作品
リュブリャナ大学美術アカデミーで彫刻を学び、卒業した。1952年から1973年の間、雑誌『スロヴェンスキ・ポロチェヴァレツ』で記者とイラストレーターとして働いていたため、その雑誌で漫画を書く機会があった。その雑誌の漫画が本の形で出版された。子供によく知られている絵本は「メドヴェデク・ニーヴァ」「ルピニツァ」「みつばちマーヤ」「ステゾスレデツ」「スネジェク」「スコズィ・プスティニェ・イン・ゴシュチャヴォ」などである。
1973年にミュンヘンでアニメ映画を作り始めた。Guillermo mordillo に触発されて作った映画が有名である。子供向けのアニメも作った。1967年から1990年までアニメを用いたCMを作った。ドイツに住んでいた頃も漫画とイラストを作り続けた。加えてカリカチュアも長期にわたって作り続けた。スロベニアにおける漫画とアニメのパイオニア的存在である。
2014年にスロベニア大統領ボルト・パホルが文化勲章を授与した。同年12月、新聞記者と雑誌の記者の協会からもその作品に対して勲章を授与された。2015年2月7日、プレシェーレンの勲章を授与された。
2018年5月7日に死去。92歳没。

## 作品集
- Trubadurji
- Obisk iz vesolja
- Prazvitorepec
- Trije mušketirji
- Težave z gradnjo
- Lupinica
- Rdeči kanjon
- Vrtnar
- Na grmado
- Trije hribolazci
- Krvavi kapitan
- Gladiator
- Sneg
- Zelena dolina
- Čudežni otok
- Skok v prihodnost
- Medvedek Neewa
- Turki! Turki!
- Na Luno
- V svet tišine
- v Afriki
- Zimsko spanje
- Grajski duhovi
- Razbojnik
- Na olimpijado
- V srcu Afrike
- Obračun
- Črni kavboj
- Čebelica Maja
- Snežek
- Kamena doba
- Šampion
- Za volanom
- Vitez ropar
- Detektiv
- Zmajev otok
- Bosa noga
- Šerif
- Chicago
- V puščavi in goščavi